# 佐藤長助
佐藤 長助（さとう ちょうすけ、1906年4月10日 - 1983年9月5日）は日本の作曲家。別名青葉宵三（あおば よいぞう）。主に軍歌や戦時歌謡の作曲者として、また東北地方を中心とした童謡の作曲者としても知られる。

## 経歴

### 青年期まで
宮城県仙台市原町で出生。小学校卒業後に代用教員を務めるかたわら、当時仙台において天江富弥、スズキヘキが主導した児童文化運動、おてんとさん社の活動に参加。おてんとさん社が行っていた童話・童謡会の運営に携わるなかで自らも童謡の作曲をはじめ、『つくしんぼ小山』をはじめ多くの童謡を発表した。

### 陸軍軍楽隊へ
1926年上京して陸軍戸山学校軍楽科に入学。作曲・クラリネットなど音楽専門教育を受けたのち、首席で卒業。陸軍教育総監から銀時計を授与された。軍楽隊では大沼哲に師事して対位法、管弦楽法、作曲法、指揮法を学んだほか、東京音楽学校のクラウス・プリングスハイムにも師事した。この時期、軍楽隊内で行われた軍歌『陸軍行進曲』作曲の競作で佐藤の『陸軍行進曲その一』（巖谷小波作詞）が選ばれ、同じく『朝日に匂う桜花』（本間雅晴作詞）の競作では陸軍教育総監賞を受賞して存在が注目された。軍楽隊に所属するかたわら、青葉宵三のペンネームで『噫肉弾三勇士』、『日本刀の歌』など歌謡曲をキングレコードから発表。作曲家として自立する目処がついたことから1933年陸軍を除隊した。

### キングレコード専属時代
陸軍除隊と同時にキングレコード専属作曲家となり楽壇に進出。1939年には陸軍省選定の軍歌『愛馬行』がヒット。戦後『男一匹の唄』と改題してヒット曲になった『赤い夕陽は砂漠の果に』を手掛けるなど、戦時歌謡の作曲者として活躍した。一方、仙台時代から続けていた独唱歌曲の分野では、1942年に歌曲『そばの花咲く道』が文部大臣賞新人賞を受賞した（戦災で滅失）。太平洋戦争が始まると再び陸軍に徴用され、古巣の戸山学校で教官を務めたが、除隊後は疎開のため仙台に帰郷した。

### 戦後の仙台で
仙台で終戦を迎えると、かつてのおてんとさん社のメンバーと共に児童文化運動の復興に取り組み、NHK仙台中央放送局の子供向けラジオ音楽番組、「東北うたのほん」の制作に企画から関与。『わんがまわし』『くるみ』といった佐藤の作品のほか、福井文彦、海鋒義美などが作曲した東北地方の童謡が長期間にわたって東北各県に放送された。1948年にはNHK仙台放送管弦楽団の指揮者に就任、1951年には宮城県警察の要請により宮城県警察音楽隊を創設した。この時期には東北各地の学校校歌、自治体の歌、『宮城野盆歌』（渡辺波光作詞）をはじめとする地域行事の歌などを数多く作曲した。 

### 晩年
1957年に再度東京に居を移し、キングレコード専属作曲家に復帰。軍歌・民謡などの編曲を手掛けた。1966年には全日本吹奏楽連盟の委嘱により第14回全日本吹奏楽コンクール課題曲『学園序曲』を作曲。1980年、宮城県より文化功労賞を受賞、宮城県文化功労者となる。

## 主な作品

### 一般曲
出典
- ああ愛馬よ(作詞：林柳波、唄：塩まさる)
- あゝ新戦場(作詞：髙橋掬太郎、唄：三橋美智也)
- ああ大陸(作詞：髙橋掬太郎、唄：三橋美智也)
- 愛国千人針(作詞：小沼宏、唄：三門順子)
- 愛馬行（作詞：山田静、唄：東海林太郎）
- 青い花なら(作詞：佐藤惣之助、唄：松島詩子)
- アヲイヤマ
- 赤い夕陽は砂漠の果に(作詞：夢虹二、唄：岡晴夫)
- 空地のお月さん
- 秋保節
- 朝日に匂う櫻花(作詞：本間雅晴)
- 杭州湾上陸部隊の歌(作詞：野間部隊長)
- 大日本行進歌(作詞：キング懸賞歌)
- 愛宕未来
- あつまりましょう
- アリババと40人の盗賊
- 石越音頭
- 伊勢堂山林間学校の歌
- 海の歌(作詞：西條八十)
- 栄光の自衛隊(作詞：三村治郎、自衛隊隊歌)
- 桜花の調べ(作詞：南條歌美、唄：長門美保)
- 雄勝音頭
- おてんとさんありがとう
- 男一匹の歌(作詞：夢虹二、唄：岡晴夫)
- 返らぬ戦友(作詞：石松秋二、唄：東海林太郎)
- 輝く軍鑑旗(作詞：米山忠雄、唄：永田絃次郎)
- かけ足行進
- 笠地蔵さん(作詞：加藤省吾、唄：友竹正則)
- カムロの山の童唄
- 可愛いい小鳩(作詞：時雨音羽、唄：井口小夜子)
- 学園序曲（第14回全日本吹奏楽コンクール課題曲）
- 君はマドロス（作詞：田村和夫、唄：松島詩子）
- 君はそよ風(作詞：サトウハチロー)
- 組曲「山里」
- くるみ(作詞：浜田広介)
- 黒き薔薇(作詞：熱田房夫、唄：松島詩子)
- 剣侠児の歌(作詞：西條八十) ※山中峯太郎の小説『大東の鉄人』の主題歌
- 月下の塹壕(作詞：三上於菟吉)
- 月下の草笛(作詞：夢虹二、唄：児玉好雄)
- 玄海しぶき(作詞：島田芳文、唄：塩まさる)
- げんきにおきましょう
- 小馬の鈴
- 心の旅路(作詞：夢虹二、唄：岡晴夫)
- コドモ会の歌
- 今宵いづこ(作詞：荻村仙介、唄：永田絃次郎)
- 作並小唄
- さらば僚機よ(作詞：佐藤惣之助、唄：塩まさる)
- 七ヶ浜音頭
- 処女雪ふんで(作詞：髙橋掬太郎、唄：東海林太郎)
- 十三浜甚句
- 青春のリズム(作詞：佐藤惣之助、唄：松島詩子)
- 戦線花咲けど(作詞：佐藤惣之助、唄：樋口静雄)
- 空の神兵（作詞：時雨音羽）※高木東六作曲の同名曲とは別
- そら豆の花
- 大陸第一歩(作詞：古谷玲児、唄：岡晴夫)
- 大陸に燃ゆる花(作詞：森地一夫、唄：三門順子)
- 啄木旅愁(作詞：髙橋掬太郎、唄：三橋美智也)
- 忠臣蔵の唄(作詞：佐藤惣之助)
- 長江の月(作詞：時雨音羽)
- つぎつぎ草
- つくしんぼ小山（作詞：スズキヘキ、唄：永田絃次郎）
- 天神さまの丘
- 特別攻撃隊（唄：永田絃次郎）
- とりいれ(作詞：巽聖歌)
- 胴突唄
- どこの子誰の子
- 日満行進曲(作詞：西條八十、唄：林伊佐緒)
- 根岸小唄
- 乃木将軍の歌(作詞：西條八十、唄：塩まさる)
- のんのさんのポッポ
- 海南月夜(作詞：時雨音羽、唄：井口小夜子)
- 橋浦音頭
- 花咲く丘(作詞：松村又一、唄：永田絃次郎)
- 花の灯篭まつり
- 春のおとずれ(作詞：島田磬也、唄：松島詩子)
- 日の出マーチ
- 響け軍歌(作詞：田村和夫、唄：岡晴夫)
- 悲恋鶴(作詞：加藤省吾、唄：春日八郎)
- 古川音頭
- 豊年コイコイ節
- 宮城野盆踊唄
- 宮城野盆唄（作詞：渡辺波光）
- ミルク娘(作詞：坂口淳、唄：松島詩子)
- 胸に淡雪(作詞：髙橋掬太郎、唄：東海林太郎)
- 村の子(作詞：浜田広介)
- 森町小唄
- 躍進日本(作詞：佐藤惣之助、唄：近衛八郎)
- 梁川小唄
- 陸軍行進曲その1(作詞：巖谷小波)
- リンカンガッコウオヂゾウサンノウタ
- わんがまわし（作詞：スズキヘキ）

### 校歌
出典
- 遠軽東小学校校歌
- 新湊小学校校歌
- 仙台市立岩切小学校校歌
- 高清水小学校校歌
- 東京都北区立梅木小学校校歌
- 東京都北区立王子第一小学校校歌
- 原町第一中学校校歌
- 福島県双葉郡広野町立広野小学校校歌
- 大崎立古川中学校校歌
- 北海道浜頓別高等学校校歌
- 宮城県栗原市立富野中学校校歌
- 宮城県警察学校校歌
- 宮城県米谷工業高校校歌
- 宮城県本吉郡南三陸町立志津川中学校校歌
- 宮沢小学校校歌
- 若宮小学校校歌
- 松島町立松島第五小学校校歌
- 宮城県黒川郡大和町立落合小学校校歌